# Adrian Alda
Adrian Alda (n. 14 septembrie 1982, Covăsânț, România) este un deputat român, ales în 2020 din partea PSD. 